# Вхід у змінному взутті
«Вхід У Змінному Взутті (ВУЗВ)» (с укр. — «Вход в сменной обуви») — украинская рэп-группа.

## История
Команду с названием «Вхід у Змінному Взутті» ровненчанин Александр Стёганов (Стеганoff) собрал в 1989 году. До этого  Александр был участником ВИА «Цвіркуни», затем ВИА «Меридиан» при местном Дворце пионеров. В то же время в коллектив вступил Александр Полевой, на тот момент посещавший секцию современного танца «Ровесник».
Изначально коллектив назывался «AGet AGet».
В 1995 году Александр Стёганов (Стеганoff) пригласил в группу Олега Тунева и Романа Веркулича. В этом составе коллектив  выступил на фестивале Червона Рута-95. Червона Рута проходила 25 дней в Севастополе, финальные 3 дня конкурса проходили в Симферополе. На протяжении этих дней участники группы активно представляли украинскую культуру и знакомились с Крымом, его жителями, культурой и историей.
На фестивале участники группы спели три песни: «Сірко», «Україна», «То iди собi геть» (Так иди себе прочь).
Написанная специально для фестиваля Ткачем-Тараном-Салиховым песня «Сірко» была признана лучшей. Эта песня получила статус хита и приз как лучший шлягер фестиваля, что и принесло юной группе некоторую известность. Тогда команда «Вхід у Змінному Взутті» стала дипломантом «Червоной Руты-95» и заняла  1 место.
В конце 1996 года «Вхід у Змінному Взутті» переехал в Киев, получив жильё и контракт у своих экс-земляков — творческого агентства «Территория А». Парни поступили в столичный институт культуры. В том же году из группы уходит Александр Полевой. В коллективе вместе с Александром Стёгановым трудятся над созданием новых песен Олег Тунев и Роман Веркулич.
С 1995 по 1999 годы «Вхід у Змінному Взутті» давал от 20 до 30 концертов ежемесячно. Несмотря на мизерные гонорары, парни чувствовали себя счастливыми. На ICTV в эфир выходит первый клип «Той день коли», трек заимствовал идеи «Cypress Hill — Illusions». Группа выезжает на гастроли по Украине, после возвращения снимается второй клип «Час минає». Вернувшись с очередных гастролей, группа принимается за запись альбома. В Хмельницком снимается клип на песню «Каролін». Сотрудничество с творческим агентством «Территория А» закончилось выпуском дебютного альбома «Планове засідання», который был самой успешной и самой скандальной работой коллектива. Коллектив стал самой популярной группой в своей категории. Несмотря на это в 1997 году Олег Тунєв уходит из «Вхід у Змінному Взутті», в группу «Другий Постріл» и записывает «Один, два, три..» с рэперами «П’ятниця 21».
Альбом «Планове засідання» группы «Вхід у Змінному Взутті» по рейтингу компании NAC (Национальная Аудио Компания), которая его и выпускала, был продан в количестве более 100 000 копий. Альбом стал платиновым. Две недели он опережал по продажам альбом Ирины Билык «Фарби».
В 1998 году в эфире появляется клип на песню «Хтось Каже Так» (рус. Кто-то скажет Да). Группа едет на гастроли и параллельно пишет новый альбом. Летом 1998 года участники «Вхід у Змінному Взутті» попадают в серьезное ДТП. Музыканты проходят курс лечения и реабилитации после тяжелых травм около 6 месяцев.
За все время лечения и реабилитации «Территория А» ни разу не поддержала участников группы. Восстанавливаться пришлось своими силами. Вскоре после этого перестала существовать и сама «Территория А».
В 1998 году «Вхід у Змінному Взутті» издает второй альбом «П’ять», который записывался в городе Ровно на студии «Трембіта». В Хмельницком снимается клип на песню «Just A Sad Song». Именно в то время ребята знакомятся с Юрием Горовым и придумывают ему ник UGO, а позже и Алексея Потапенко (Потап) (бывшего участника проекта UGO).
В 1999 году Александр Стёганов (Стеганoff) издает 2 сборника «В. У. З. В. Найкраще 1996—1998» и «Премося по чорному». В этом году у артистов расходятся взгляды на музыку, после чего Стёганов едет в Сан-Франциско, пополнять багаж знаний и навыков в музыкальной сфере.
Олег Тунев уходит из группы во вновь созданный коллектив «4К» (4Комнаты), Роман Веркулич идет в группу «Samosaboyzz», Александр Полевой создает «Другий Постріл».
Проект «Вхід у Змінному Взутті» замораживает свою деятельность.
В 2001 году Александр Стёганов (Стеганoff) вернулся в Киев из США. Музыкант начал работу над новым проектом Jigga. За  время,  проведённое в США, он приобрел  музыкальный опыт и множество знакомств в сфере шоу-бизнеса. Там же он познакомился с Cypress Hill. Знаменитые артисты разрешили использовать свои семплы в композиция группы «Вхід у Змінному Взутті».
В 2005 году обновленная «Вхід у Змінному Взутті» в составе Алексея Потапенко и Александра Стёганова вместе с группами XS и New'Z'Cool приняли участие в создании саундтрека к фильму «Штольня», выпустила ремикс на песню «Неділя-Понеділок» на диске-трибьюте Скрябина. В 2006 году вышел альбом «Просто», который был создан больше в стиле R’N’B. Веркулич и другие музыканты решили выступать под названием «Samosaboyzz». В их двуязычном русско-украинском репертуаре нашлось место и для перепевок их же хитов девяностых «Час, що минає» и «Каролін».
Группа «Вхід у Змінному Взутті» принимает участие во многих фестивалях, оупенейрах, конкурсах Украины и зарубежья, занимает призовые места и получает различные премии. Участники коллектива организовывают и активно участвуют в благотворительных акциях сбора средств для помощи детям.
Александр Стёганов получает образование по специальности «Продюсер ТВ-программ», закончив с дипломом Интершколу. В это время Александру предлагают контракт с «Dress Code», чтобы он помог «раскрутить» молодой коллектив.
После сотрудничества с «Dress Code» Александр Стёганов (Стеганoff) продолжает деятельность как клипмейкер, режиссёр рекламы, продакшн и автор песен. Александр пишет песни для Марины Одольской, lourdes, Антона Лирника, для группы «Время и стекло», «Стэп», для Юрко Юрченко (группа «Юркеш»), для коллектива «Життя» (г. Житомир) и др. Вместе с Русланом Квинтой автором песни «Одна калина», пишут для OKSI.
В это же время создаётся песня «Провода» для Виталия Козловского — один из признанных хитов современности.
За время своей профессиональной творческой деятельности Стёганов снял более 50 видеоклипов.
С 2010 по 2013 года Александр Стёганов — пионер украинского шоу-бизнеса, являющийся автором популярных песен Потапа, групп «Dress Code», «Вхід у Змінному Взутті», певца Виктора Павлика, других популярных украинских исполнителей — получил предложение от Руслана Минжинского принять участие в проекте «3:15». Будучи творческой личностью, Александр активно начал работу над проектом. Однако, во времена украинского кризиса и революции в стране, Руслан Минжинский — продюсер центра Music Motors, был не в состоянии продолжать проект «3:15».
В 2013—2014 году, с начала Евромайдана, Александр Стёганов и его семья принимали активное участие в протестах против власти Виктора Януковича. Александр патрулировал Киев во время угрозы столкновений и провокаций, помогал активистам медикаментами, теплыми вещами и едой, проводил выступления.

## Участники группы
- Александр Стёганов (Стеганoff) (1989—2006)
- Роман Веркулич (1995—2001)
- Олег Тунев (1995—1997)
- Александр Полевой (1989—1996)
- Алексей Потапенко (Потап) (2002—2006)
- Александр Галицкий (2020-2021)

## Альбомы
- Планове засідання (1997)
- П’ять (1999)
- Вхід у змінному взутті. Найкраще 1996—1998 (2001)
- Просто (2006)
- For Ever (2016)

## Клипы
- Бо вже той день, коли… (1996)
- Час, що минає (1997)
- Каролін (1997)
- Хтось каже так (1998)
- Пригадай (1998)
- Just a sad song (1999)
- Штольня (2006)
- Просто Супер (2006)

## Примечание
- Знаковые музыкальные альбомы эпохи Независимости
- Лауреаты и дипломанты всеукраинского фестиваля «Червона рута-95»
- Новая Черемшина — энциклопедия Украинской поп-музыки
- Где вы теперь? 9 забытых украинских групп
- ОПАЛЬНЫЕ «ПРЫНЦЫ» «ТЕРРИТОРИИ А»